# 盛华
盛华（1913年—1997年），男，江苏仪征人，中华人民共和国政治人物。曾任中共浙江省委宣传部副部长，南京工学院党委书记兼院长，复旦大学党委书记。

## 家庭
父亲盛白沙。叔父盛成。